# 釜底抽薪
釜底抽薪（ふていちゅうしん）は、兵法三十六計の第十九計。「釜底の薪を抽（ぬ）く」。
北斉の魏収の文「抽薪止沸, 剪草除根」が由来とされる。同義語、断根枯葉（だんこんこよう）。
釜の水を沸かせるのは薪の火力であり、燃料の薪を引き抜いてしまえば、沸騰は止まる。
兵站、大義名分など敵軍の活動の源泉を攻撃破壊することで、敵の活動を制し、あわよくば自壊させんとする計略。懐柔や脅迫で、敵軍の個々の勢力を離反させることや、将兵を離間して兵士の逃亡を促して、敵の勢力を削ぐことも含む。徒に正面攻撃を行わず、まず致命的弱点を探してそこを討てという意味もあわせている。
紀元3世紀、いわゆる「官渡の戦い」で、前半、10万の袁紹の軍に対して少数精鋭の曹操はよく戦ったものの、袁紹が豊富な兵糧をたのみに持久戦術に切り替えたため、人数物量で劣る曹操軍は窮地に立たされた。ここで、袁紹の配下だった許攸は、袁紹に家族を刑死させられたため、曹操側に降って、袁紹軍の兵糧基地は烏巣にあってその守備は貧弱なことを教えた。すかさず曹操は5千の手勢を率いて烏巣を奇襲。袁紹の兵糧をごっそり奪い、運べぬ残りは焼き払ってしまった。
曹操が烏巣を攻めたことを知って慌てた袁紹の配下は、烏巣を守備していた淳于瓊を救援する案と曹操の本陣を攻撃する案とで割れた。袁紹は、淳于瓊救援を主張していた張郃、高覧の二将を、懲罰的に曹操の本陣攻撃に振り向けたが、彼らは本気で戦わず、仕舞いには曹操に投降してしまった。さらに、淳于瓊救援軍も曹操に撃破されて、烏巣の兵糧を失った袁紹軍は崩壊した。
翌年、袁紹は、再び曹操を攻めたが多勢に無勢のためあっさり敗退して、翌々年、失意のうちに没した。袁紹の息子たちは、公孫康（こうそんこう）を利用した曹操の計略（隔岸観火の例とされる）によって根絶やしとなり、華北は魏が掌握することとなった。